# 欧塞比乌·迪亚科努
欧塞比乌·迪亚科努（羅馬尼亞語：Eusebiu Diaconu，1981年3月16日—），罗马尼亚男子摔跤运动员。他曾代表罗马尼亚参加世界摔跤锦标赛，获得三枚铜牌。他也曾参加2004年和2008年夏季奥林匹克运动会。